# Imants Ziedonis
Imants Ziedonis (Jūrmala, 3 maggio 1933 – Riga, 27 febbraio 2013) è stato uno scrittore lettone.

## Biografia
Nativo di Sloka, quartiere portuale di Jūrmala, si laureò in Filologia all'Università della Lettonia nel 1959 e frequentò corsi avanzati di Letteratura a Mosca nel 1964. In gioventù svolse numerosi lavori: bibliotecario, operaio stradale, insegnante, editor.
Marito dell'attrice teatrale Ausma Kantāne-Ziedone, era padre di due figli, Rimants e Baiba.
Nel 1961 Ziedonis pubblicò la sua prima silloge poetica, Zemes un sapņu smilts (Sabbia di terra e di sogni). Seguirono altre tre raccolte, che lo imposero come una delle più interessanti voci della letteratura lettone del secondo Novecento: Sirds dinamīts (Il cuore è dinamite, 1963), Motocikls (La motocicletta, 1965), e Es ieeju sevī (Entro in me stesso, 1968). 
Gli interessi letterari di Ziedonis si rivolsero presto anche alla prosa, con gli scritti Dzejnieka dienasgrāmata (Diario di un poeta, 1965) e Pa putu ceļu (Lungo il sentiero spumoso, 1967). Autore ormai affermato, fu nominato alla presidenza dell'Unione degli Scrittori della Repubblica Socialista Sovietica Lettone e della Fondazione per la Cultura lettone; tali incarichi gli permisero di portare avanti la sua battaglia per la preservazione della cultura lettone contro il governo sovietico, dissuadendolo dal chiedere asilo in Occidente.
Sempre in un'ottica di valorizzazione del patrimonio culturale della sua terra, negli anni Settanta Ziedonis approfondì il folclore nazionale lettone. Di questo periodo sono le raccolte di fiabe e racconti popolari Favole colorate (Krāsainās pasakas, 1973), Lāču pasaka (Storie di orsi, 1976) and Blēņas un pasakas (1980, Sciocchezze e racconti). Particolarmente scottante fu la sua denuncia delle politiche sovietiche in Kas tas ir — kolhozs? (Che cos'è un kolchoz?, 1984), che consolidò la sua immagine di dissidente del regime sovietico locale (da cui nel 1977 aveva peraltro ricevuto il titolo di Poeta Nazionale) e centrale.
Sostenitore della perestrojka e del movimento per l'indipendenza della Lettonia, fu eletto al Consiglio Supremo della nazione nel 1990, ove votò a favore della Dichiarazione di restaurazione dell'indipendenza lettone.
Insignito dell'Ordine delle Tre stelle nel 1995, fu nominato più volte per l'Astrid Lindgren Memorial Award.
Colpito da ictus nel 2005, si spense il 27 febbraio 2013. Gli furono tributati funerali di Stato.

## Opere tradotte in lingua italiana
- Favole colorate [Krāsainas pasakas], traduzione di Paolo Pantaleo, testo a fronte lettone-italiano, Venezia, Damocle Edizioni, 2013, ISBN 9788896590584.